# Dolezsán Ágnes
Dolezsán Ágnes (Budapest, 1955. november 3. –) magyar fotóművész.

## Életpályája
Dolezsán Ágnes 1984-ben kezdte meg tanulmányait az Iparművészeti Főiskolán. 1989-ben a Vizuális Kommunikáció tanszéken fotó szakon szerezte meg a diplomáját. 1990-ben az Iparművészeti Főiskola Művelődéselméleti- és tanárképző Intézetében végzett, rajz- környezetkultúra szakos tanári diplomát kapott. Itthon Budapesten és vidéki nagyvárosokban több kiállításon vett részt. Fotópályázatok zsűrizésében vesz rész. A zsűri tagjai: